# 戴蒂尼会圣若瑟堂

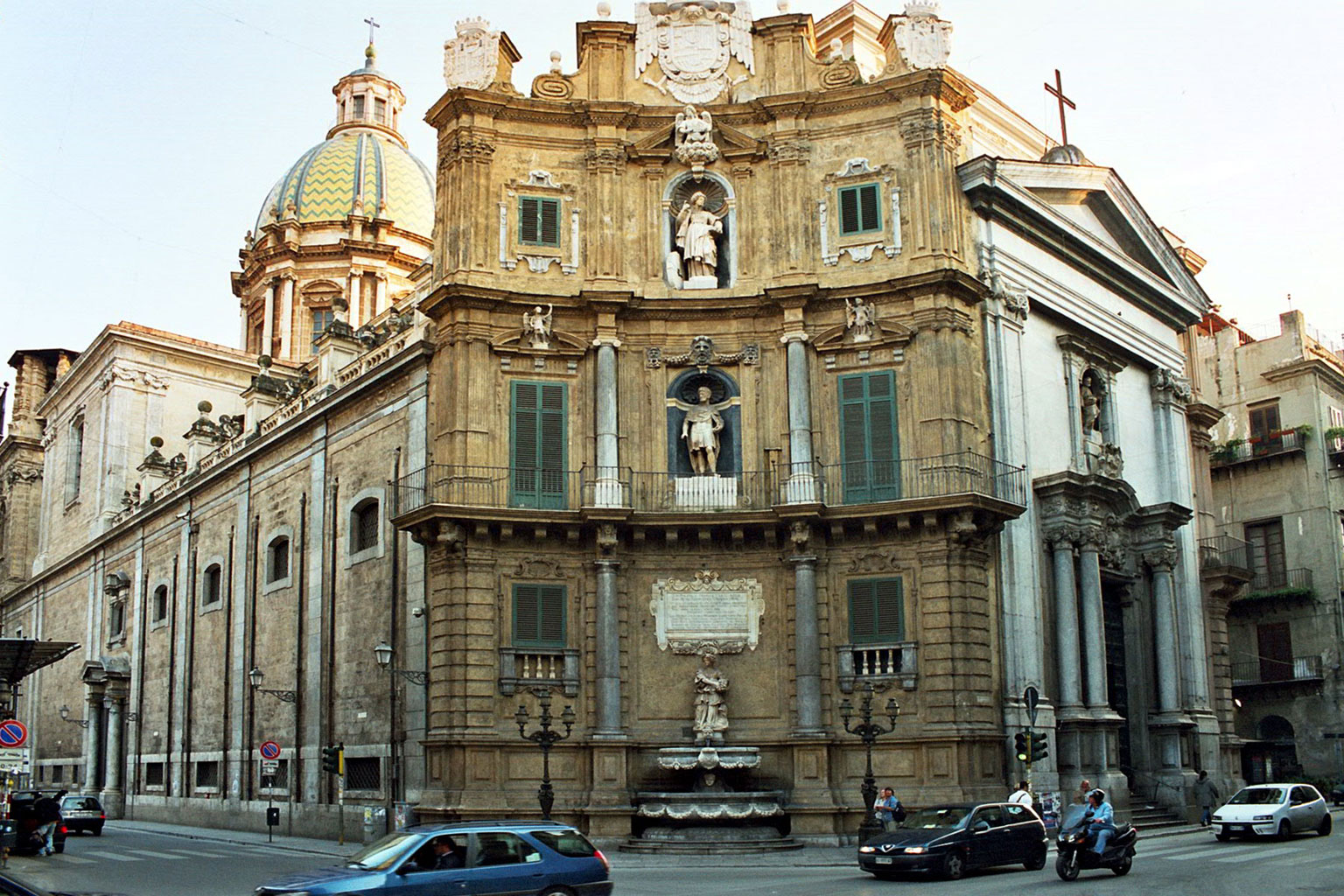
戴蒂尼会圣若瑟堂

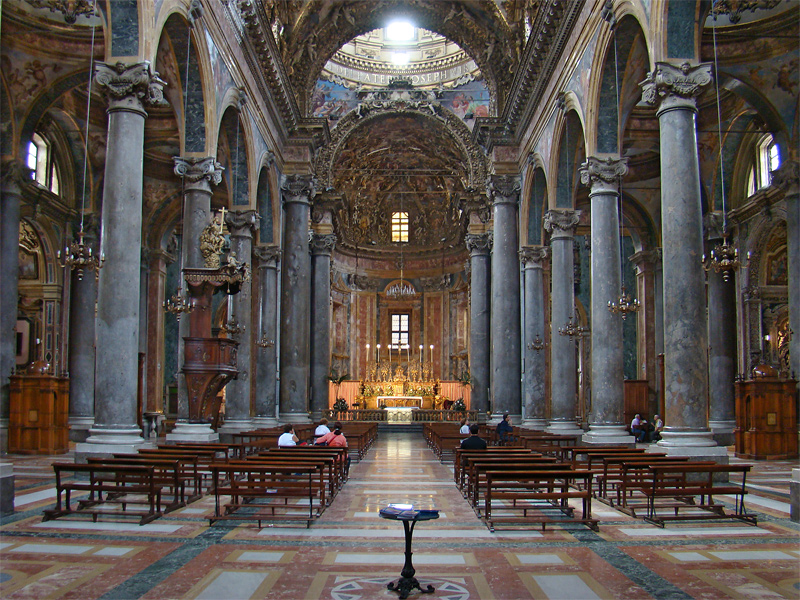
内部

戴蒂尼会圣若瑟堂（San Giuseppe dei Teatini）是意大利南部西西里首府巴勒莫的一座教堂，靠近四角广场，被视为巴勒莫西西里巴洛克最杰出的范例之一。
该堂建于17世纪初，创建者是热那亚戴蒂尼会修士Giacomo Besio。其立面宏伟然而简朴。朝西的大门也是与旁边的四角广场的风格一致。分为三层，三层采用不同的立柱装饰。中心一层是爱奥尼柱，雕像是戴蒂尼会创始人圣嘉耶当。巨大的穹顶覆盖蓝色和黄色陶瓷。钟楼由Paolo Amato设计。内部为拉丁十字平面。